# Euselasia violetta
Espèce
Euselasia violetta est un insecte lépidoptère appartenant à la famille  des Riodinidae et au genre Euselasia.

## Dénomination
Euselasia violetta a été décrit par Henry Walter Bates en 1868 sous le nom d' Eurygona violetta

## Description
Euselasia violetta est un papillon au dessus, pour le mâle de couleur marron foncé à noire avec aux ailes postérieures une plage bleue en e2, pour la femelle ocre foncé.
Le revers est de couleur marron à marron roux pour le mâle, ocre beige pour la femelle, les ailes sont séparées en deux parties, la partie basale séparée par une fine ligne rouge vif à orange de la partie distale. Aux ailes postérieures une ornementation submarginale est centrée par un très gros ocelle noir.

## Biologie
Elle n'est pas connue.

## Écologie et distribution
Euselasia violetta est présent en Guyane et au Brésil,.

### Protection
Pas de statut de protection particulier.